# 男男性行為

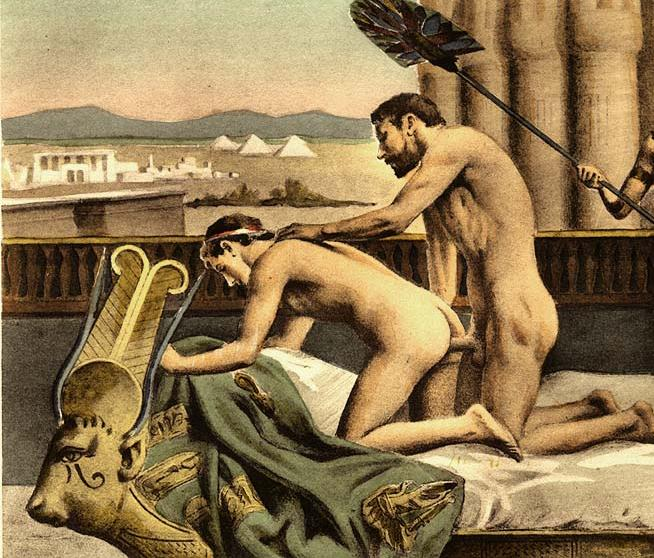
阿夫里爾於19世紀時對哈德良和安提諾烏斯所發生的性行為的演绎

男男性行為，指不論性傾向或性別認同而發生的男性跟男性。《金赛报告》的著者於1948年指出37%的男性受訪者有過至少一次的同性性行為經歷。證據顯示由於社會期許誤差的緣故，男男性行為的盛行率往往在調查中遭到嚴重低估。

## 行為表現

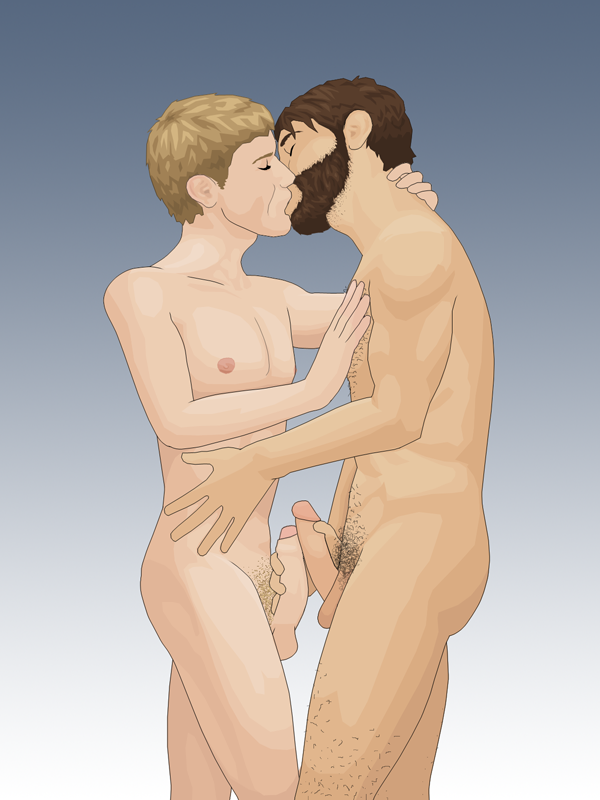
兩名正在從事陰莖摩擦的男性

人們通常認爲肛交與同性戀有關，但是許多男男性行为者和男同性戀者皆不會從事肛交。他們可能會以口交、以陰莖摩擦其他身体部分、互相摩擦陰莖及互相撫慰來代替之。男男性行为者可能會進行不同形式的口交，當中包括咂陽、吊茶包以及舔肛。魏滕等人指出「將『同性戀者』等同於『男男肛交者』的想法在專業人才和醫師之中亦是普遍……然而據一項互聯網調查顯示，歐洲18萬的男男性行为者當中，最常會進行的是口交，其次是互相撫慰，肛交則排在第三」。一項在2011年發表於《性醫學期刊》上的調查亦得出類似結果。其發現美國的男同性戀者和男雙性戀者最常會進行的三種性行為為「跟伴侶接吻」（74.5%）、「口交」（72.7%）以及「互相撫慰」（68.4%），63.2%的受訪者在上一次性經歷中用到了5-9種不同的性技巧。
在男男肛交者當中，插入陰莖者可稱為「1號」（英語稱為top），容納者則可稱為「0號」（英語稱為「bottom」），兼具1和0的特點的可稱為「0.5號」(數字依據個人偏好有可能為「偏1」或「偏0」)或「不分」（不分偏1/不分偏0）（英語稱為「versatile」）。肛交者可能會在過程中感到愉悅，也可能感到痛苦，以至兩種感覺皆有。容納者在肛交過程中除了會因肛门的神經末梢受到刺激而感到愉悅之外，還會因前列腺受到間接刺激而達至高潮。美國性健康與行為調查的一項研究顯示，自報在上一次性經歷中扮演肛交容納方的男性較扮演插入方的更容易達至高潮。一項以美國獨身男性為樣本的抽樣研究顯示，不同性傾向者達至高潮的頻率相近。就肛交疼痛或不適的情況而言，一些研究顯示24-61%的男同性戀者和男雙性戀者報稱曾在扮演肛交的容納方時感到痛楚。一項以美國男同性戀者和男雙性戀者為樣本的大型樣本調查指出（n=~25000），大約86%在上一次性經歷中扮演肛交容納方的受訪者報稱在該過程只有些微的痛楚，以至完全沒有痛楚；大約5%受訪者感到相當以至極大的痛苦。

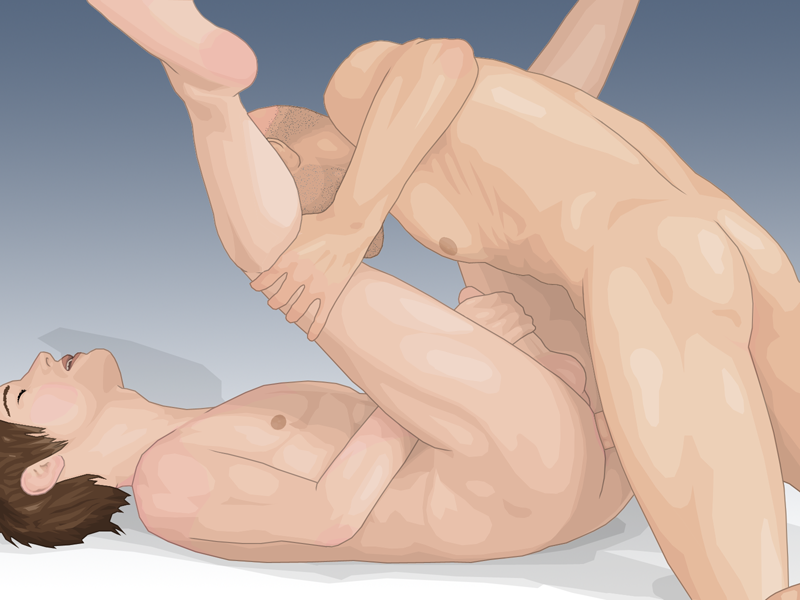
右面的插入陰莖者為「1號」，左面的容納者為「0號」

男男性行为者的肛交盛行率的調查结果會隨著時間而改變，且當中一些會得出盛行率較其他調查高的結果。男同性戀者和男雙性戀者當中的一大部分自報曾進行過肛交。針對男同性戀者的研究表明，扮演「0號」和「1號」的比例大致相同。但一些男男性行为者相信，在肛交期間扮演容納方即代表自身的男性氣質遭到質疑。
男男性行为者亦會從事各式各樣的非插入式性行為。互相摩擦陰莖是男男性行為的一種，當中陰莖會跟他人的陰莖直接接觸。它是陰莖摩擦底下的一個分支。互相摩擦陰莖可使從事者感到愉悅，其背後原因在於同時地互相刺激性器官能產生針對陰莖表面下方，尿道口之下的繫帶神經束的刺激。股交也是一種能在男男性行为者當中進行的非插入式性行為。陰莖接合（把一人的陰莖接合到其伴侣的包皮内）亦是男男性行为者可能會進行的性行為。
性行為過程中可能會用到各種各樣的性體位。在一項以英國人及美國人為對象的研究中，自認為男同性戀者的受訪者最喜歡的性體位依次為後背體位、傳教士體位、69式、口交及肛交。男男性行为者可能會進行跟BDSM有關的活動，亦可能會使用性玩具。一項在2001-2002年期間進行的澳洲全國代表性调查指出，在調查之前的12個月內，4.4%的男同性戀者和14.2%的男雙性戀者參與過跟BDSM有關的性行為，且19.2%的男同性戀者和36.4%的男雙性戀者使用過性玩具。一項以美國學生為對象，並在1997年發表的非代表性性行為问卷調查發現，24%的男同性戀者和男雙性戀者曾經歷過帶有性意味的打屁股。在北美的醫學生中，6%的男同性戀者和17%的男雙性戀者報稱曾為了性快感而接受使自己感到痛楚的行為，另有5%的男同性戀者和9%的男雙性戀者報稱曾為此目的而對伴侶施加痛楚。一項以25,000名自認為男同性戀者或男雙性戀者為對象的互聯網調查顯示，49.8%的受訪者曾使用過按摩棒。報稱用過者當中有86.2%在自慰期間使用之。在跟伴侶發生性行為的情況下，按摩棒便會在前戲（65.9%）及肛交（59.4%）過程中併用。
一項以美國獨身男性為樣本的抽樣研究顯示，不同性傾向者在跟相熟的伴侶發生性行為時達至高潮的頻率相近。研究發現男男性行为者在跟固定的伴侣或他們的愛人發生性關係時，他們會更容易達至高潮，並較認為「性」是使人十分享受的一件事。此一模式亦出現在以一般美國男性人口為樣本（包含91%的異性戀者）的代表性调查中。
保留了陰道的跨性別男性在跟順性別男性一同發生性行為時，陰莖跟陰道仍可出現互相接合的情況。

## 健康風險
男男性行為能夠傳播各種性感染疾病。一項於2007年發表的研究以兩個大型人口調查作引證，指出「大多數男同性戀者每年所擁有的不採取保護措施的性伴侶數量跟直男直女相近」。
愛滋病是一種由人類免疫缺陷病毒引起的免疫系統疾病。以全球來計，大約有5–10%的人類免疫缺陷病毒感染是男男性行為所致的；但在西方的大部分地區，大多數人類免疫缺陷病毒感染是經由男男性行為所傳播的，且相關數字大於其他傳播途徑。在美國，54%的愛滋病患者為男同性戀者和男雙性戀者，他們亦佔2014年所有新診斷的愛滋病個案的67%。在2016年，英國有5,164人被診斷為人類免疫缺陷病毒攜帶者，當中54%為男同性戀者和男雙性戀者。 英國公共衛生部的2017年統計數據顯示，倫敦的相關數字正在下降。
梅毒是經由直接接觸患者的潰瘍部位傳播；大多數情況下潰瘍的地方為性器官外部、陰道及肛門。 在2006年，男男性接觸人群佔美國已呈報的梅毒個案的64%。在其他已發展國家，男男性接觸人群的梅毒感染率正逐漸升高。梅毒會增加人類免疫缺陷病毒的感染風險，反之亦然。美國的一項調查發現，感染了梅毒的男男性行为者當中有一半亦感染了人類免疫缺陷病毒。一些以便利抽樣為其抽樣方法的研究總結道，上述問題可歸因於男男性行为者開始趨向於進行無套性行為；但最少一項以全國代表性樣本為對象的研究顯示，男男性行为者在過去10年使用安全套的比率不但没有下降，反而上升，並指性活躍的男男性行为者在上一次性經歷中從事肛交的比例正在急劇下降。
根據一項美國調查，與只跟異性擁有性接觸的男性相比，最近跟同性有過性接觸的男性感染或出現人類免疫缺陷病毒、 梅毒以及肛門疣的情況明顯較普遍。但生殖器疱疹在只跟異性擁有性接觸的男性當中較普遍。披衣菌感染、人類乳突病毒、淋病及陰蝨的感染率則沒有明顯差異。

## 外部連結
- 维基共享资源上的相關多媒體資源：男男性行為
- 维基语录上有关男男性行為的语录